# (11470) Davidminton
(11470) Davidminton est un astéroïde de la ceinture principale.

## Description
(11470) Davidminton est un astéroïde de la ceinture principale. Il fut découvert le 2 mars 1981 à l'observatoire de Siding Spring par Schelte J. Bus. Il présente une orbite caractérisée par un demi-grand axe de 2,56 UA, une excentricité de 0,21 et une inclinaison de 6,0° par rapport à l'écliptique.